# Стрибки у воду на Європейських іграх 2023 — вишка, 10 метрів (чоловіки)
Змагання зі стрибків у воду з десятиметрової вишки серед чоловіків на Європейських іграх 2023 відбулись 23 червня.

## Результати[1][2]
| Місце | Спортсмен               | Країна          | Попередні змагання | Попередні змагання | Фінал              | Фінал              |
| Місце | Спортсмен               | Країна          | Бали               | Місце              | Бали               | Місце              |
| ----- | ----------------------- | --------------- | ------------------ | ------------------ | ------------------ | ------------------ |
| 1     | Тімо Бартель            | Німеччина       | 434.15             | 1                  | 435.40             | 1                  |
| 2     | Роббі Лі                | Велика Британія | 424.35             | 2                  | 413.20             | 2                  |
| 3     | Рікардо Джованні        | Італія          | 391.05             | 3                  | 411.20             | 3                  |
| 4     | Бенджамін Кутмор        | Велика Британія | 373.35             | 6                  | 410.75             | 4                  |
| 5     | Констянтин Попович      | Румунія         | 335.00             | 12                 | 398.80             | 5                  |
| 6     | Антон Кнолль            | Австрія         | 341.55             | 11                 | 280.10             | 6                  |
| 7     | Карлос Камачо Дель Гойо | Іспанія         | 374.65             | 5                  | 368.20             | 7                  |
| 8     | Едуард Тімбретті Гугіу  | Італія          | 354.45             | 10                 | 366.75             | 8                  |
| 9     | Джейден Ейкерманн       | Німеччина       | 365.65             | 9                  | 365.75             | 9                  |
| 10    | Ісак Борслєн            | Норвегія        | 366.90             | 8                  | 355.80             | 10                 |
| 11    | Роберт Лукашевич        | Польща          | 369.50             | 7                  | 336.45             | 11                 |
| 12    | Євген Науменко          | Україна         | 383.15             | 4                  | 324.80             | 12                 |
| 13    | Атанасіос Цірікос       | Греція          | 316.05             | 13                 | Завершили змагання | Завершили змагання |
| 14    | Філіп Яхім              | Польща          | 281.25             | 14                 | Завершили змагання | Завершили змагання |
| 15    | Марат Грігорян          | Вірменія        | 253.40             | 15                 | Завершили змагання | Завершили змагання |
| 16    | Цветомір Єремінов       | Болгарія        | 241.05             | 16                 | Завершили змагання | Завершили змагання |